# Gerillaodling

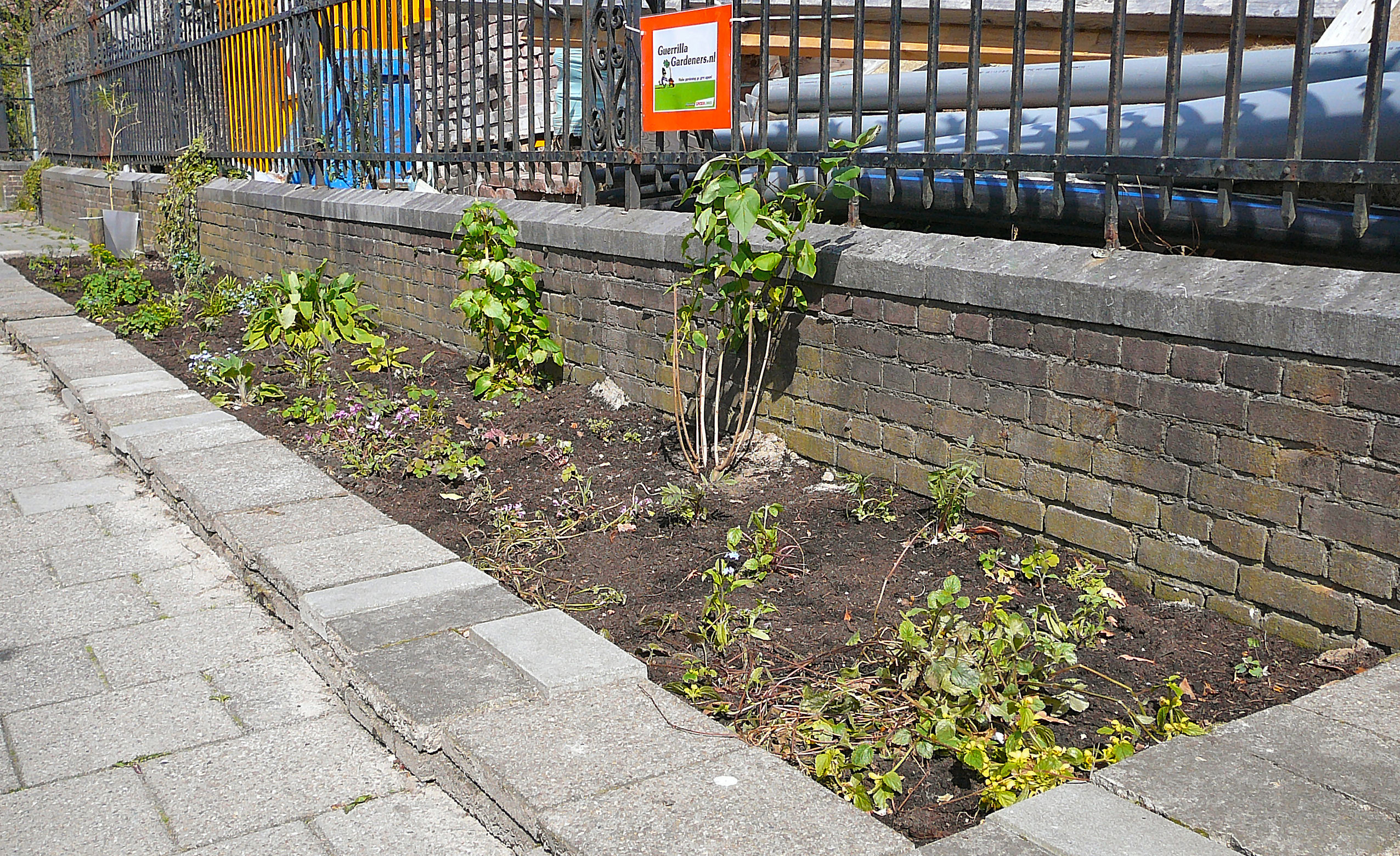
En gerillaodling i Nederländerna

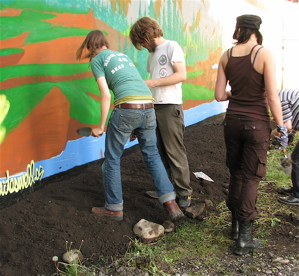
"Guerrilla gardeners" planterar grönsaker i centrala Calgary.

Gerillaodling eller guerrilla gardening är en typ av politisk icke-våldsam direkt aktion eller icke-våldsamt motstånd som används av bland annat ekologister. Aktivister tar över en i storlek obestämd bit land som de inte äger, för att plantera växter, grönsaker eller dylikt. Ideologin bakom aktionerna kan vara till exempel att tänka över ägandet av land, genom att återta land som anses vanvårdat eller felanvänt och ge detta land ny mening. Vissa aktivister genomför sina aktioner på natten, medan vissa arbetar mer öppet för att engagera nya medlemmar i närområdet.

## Historia
Den tidigaste kända förekomsten av termen gerillaodling var när den användes av Liz Christy och hennes Green Guerrilla group 1973 i Bowery Houston-området i New York. De transformerade en övergiven privat bit mark till en trädgård. Två kända aktivister av denna typ, aktiva innan termen kom till, var Gerrard Winstanley och The Diggers i Surrey, England (1649) samt Johnny Appleseed i Ohio, USA (1801). Några skulle anse att den senare inte till fullo var en aktivist av denna typ eftersom han planterade på land utan ägare.
Termen används relativt löst för att beskriva olika former av "radikalt" trädgårdsmästeri. Detta inkluderar bland annat aktioner med en genuint politisk avsikt snarare än en ambition att förändra jorden. Termen har också använts av ett antal författare, bland annat i boken "Guerilla Gardening" från 1983 av John F. Adams där han uppmanar personer att själva bruka jorden och odla så kallade "heirloom plants", variationer av växter som är ovanliga på grund av förädling som pågått i generationer.
Termen bewildering har använts som en synonym, bland annat av den australiske odlaren Bob Crombie.